# Hans Fritsch (Jurist)
Hans Fritsch (* 20. August 1889 in Neujannowitz, Landkreis Hirschberg im Riesengebirge, Provinz Schlesien als Johannes Hermann Fritsch; † 19. März 1931 in Hamburg) war ein deutscher Jurist und der als Jakopp bekannt gewordene Freund und enge Vertraute Kurt Tucholskys.

## Leben
Hans Fritsch studierte von 1908 bis 1911 in Tübingen und Bonn Rechtswissenschaften und war bis zu seiner Einberufung bei verschiedenen Amtsgerichten als Referendar tätig. Wie sein Vater Heinrich Fritsch war er Mitglied des Corps Suevia Tübingen. Am 18. November 1915 wurde er für den Ersten Weltkrieg als Landsturmpflichtiger der 2. Kompanie des Infanterieregiments 76 eingezogen. Nach einem Lazarettaufenthalt in Altona wegen Folgeleiden, die vermutlich von spinaler Kinderlähmung herrührten, war er bis März 1917 in der juristischen Abteilung der Spionage-Abwehr des stellvertretenden Generalkommandos in Altona und gehörte danach als Feldpolizeikommissar im rumänischen Craiova zur Politischen Polizei des Oberkommandos von Mackensen in Rumänien, wo er im Mai 1918 Kurt Tucholsky kennenlernte, der in einer untergeordneten Einheit diente. Im November 1918 verließ Fritsch zusammen mit Tucholsky und dem bald gemeinsamen, Karlchen genannten Freund Erich Danehl Rumänien und kehrte über Hermannstadt, Budapest, Wien, München und Berlin ins Deutsche Kaiserreich zurück.
Neben einem Besuch Tucholskys vom 16. bis 26. August 1919 in der Fritschs Vater gehörenden Villa Fritsch in Nußbach/Baden und vielen weiteren wechselseitigen Folgetreffen ist vor allem die gemeinsame Schwarzwald-Wanderung der drei Freunde vom 9. bis zum 29. September 1927 von Bedeutung, auf der Tucholsky auch von Lisa Matthias und Carl von Ossietzky besucht wurde.
Sie fand literarischen Niederschlag in dem Reisebericht Das Wirtshaus im Spessart, den Tucholsky unter seinem Pseudonym Peter Panter am 18. November 1927 in der Vossischen Zeitung veröffentlichte.
In diesem Text lässt Tucholsky seinen fußkranken Freund Jakopp am Ende der Wanderung von Würzburg aus in sein Hamburger Wasserwerk zurückkehren, was dessen eigentliche Anstellung verschleiern sollte. Hans Fritsch war ab 1924 als stellvertretender, ab 1926 als Geschäftsführer der Hamburger Gaswerke GmbH tätig.
Am 19. März 1931 starb er. Zwei Tage später reiste Tucholsky zu seiner Beerdigung nach Hamburg.
Einen Tag zuvor hatte der im Berliner Tageblatt bis 26. April laufende Vorabdruck von Schloß Gripsholm begonnen, in dem Tucholsky seinen beiden Freunden Jakopp und Karlchen ein weiteres erzählerisches Denkmal setzte, mit dem sie in der Tucholskyschen Titulierung in die Literatur- und Filmgeschichte eingegangen sind.

## Sekundärliteratur
- Michael Hepp: Kurt Tucholsky. Biographische Annäherungen. Reinbek 1993
- Kurt Tucholsky: Gesamtausgabe. Texte und Briefe. Bd. 18. Reinbek 2007

| Personendaten    | Personendaten                                                              |
| ---------------- | -------------------------------------------------------------------------- |
| NAME             | Fritsch, Hans                                                              |
| ALTERNATIVNAMEN  | Fritsch, Johannes Hermann (wirklicher Name); Jakopp (in Tucholskys Texten) |
| KURZBESCHREIBUNG | deutscher Jurist                                                           |
| GEBURTSDATUM     | 20. August 1889                                                            |
| GEBURTSORT       | Neujannowitz, Landkreis Hirschberg im Riesengebirge, Provinz Schlesien     |
| STERBEDATUM      | 19. März 1931                                                              |
| STERBEORT        | Hamburg                                                                    |